# Jacopo Olmo Antinori
Jacopo Olmo Antinori (Poggibonsi, 28 agosto 1997) è un attore italiano.

## Biografia
Jacopo è nato a Poggibonsi, in Toscana, da Francesca De Martini, un'attrice; ha una sorella più piccola di nome Greta. Nel 2016 si è diplomato al Liceo Ginnasio Statale Virgilio di Roma. Ha esordito come attore a soli nove anni in teatro interpretando il principe Mamilio ne Il racconto d'inverno di William Shakespeare, andato in scena al Globe Theater di Roma per la regia di Francesco Manetti. È apparso poi in molti altri spettacoli teatrali. Il suo esordio cinematografico è avvenuto invece nel 2012 con l'interpretazione del ruolo di Lorenzo nel film Io e te diretto da Bernardo Bertolucci.

## Filmografia
- Io e te, regia di Bernardo Bertolucci (2012)
- Nessuno mi pettina bene come il vento, regia di Peter Del Monte (2014)
- I nostri ragazzi, regia di Ivano De Matteo (2014)
- Zeta - Una storia hip-hop, regia di Cosimo Alemà (2016)
- La ragazza nella nebbia, regia di Donato Carrisi (2017)
- Una questione privata, regia di Paolo e Vittorio Taviani (2017)
- Maria Maddalena (Mary Magdalene), regia di Garth Davis (2018)
- I Medici (Medici: The Magnificent) – serie TV, 11 episodi (2018-2019)
- Weekend, regia Riccardo Grandi (2020)
- Diavoli (Devils) – serie TV (2022)
- Il vento soffia dove vuole - regia di Marco Righi (2023)[3]
- C'è un posto nel mondo, regia di Francesco Falaschi (2024)

## Teatro
- Racconto d'inverno, regia F. Manetti, Silvano Toti Globe Theatre, 2007
- Ploutos regia di M. Popolizio, 2008
- L'anima buona del Sezuan, regia di E. De Capitani e F. Bruni, Teatro Stabile di Genova, 2009

## Riconoscimenti
- 2013 – Sindacato nazionale giornalisti cinematografici italiani
  - Premio Guglielmo Biraghi – Menzione speciale (per il film Io e te)
- Golden Graal
  - Candidatura per migliore attore di commedia (per il film Io e te)
- 2014 – 71ª Mostra internazionale d'arte cinematografica di Venezia
  - AKAI International Film Fest Award al migliore attore (per il film I nostri ragazzi)